# Aurelia Bustos Moreno
María Aurelia Bustos Moreno (Alacant, 1973) és una oncòloga, enginyera informàtica i investigadora experta en l'aplicació dels mètodes de la intel·ligència artificial en el tractament del càncer.

## Biografia
Llicenciada en Medicina per la Universitat Miguel Hernández d'Elx, Aurelia Bustos va realitzar el MIR en l'especialitat d'oncologia. La seva experiència clínica i com a investigadora en assajos clínics sobre càncer li va portar a ampliar la seva àrea de coneixements a l'enginyeria informàtica, amb l'objectiu d'impulsar noves vies de desenvolupament de la recerca en aquest àmbit. Després d'obtenir el títol d'Enginyeria Informàtica a la Universitat Oberta de Catalunya El 2006, — segon premi nacional al millor expedient acadèmic en aquesta especialitat— i, al mateix temps que es doctorava en Intel·ligència Artificial a la Universitat d'Alacant, va compaginar sempre la seva formació amb el seu treball com a metgessa a l'Hospital General d'Elx i a l'Hospital Universitari de Sant Joan a Alacant. Durant tots aquests anys s'ha dedicat a diversos projectes en els quals combina la seva trajectòria professional com a metgessa juntament amb la seva experiència en informàtica biomèdica. En destaca la creació de Medbravo, una organització i xarxa social que desenvolupa la tecnologia i la infraestructura per a clíniques i pacients, centrada en l'aplicació dels mètodes d'intel·ligència artificial a la recerca en càncer.
Medbravo va ser seleccionada entre més de 300 start-up europees en i-Health, i va quedar El 2016 entre les cinc primeres finalistes al programa Future internet Challenge on i-Health (FITXI) promogut per la Comissió Europea.
El juny de 2019 Aurelia Bustos va ser guardonada amb l'Ordre del Mèrit Civil, i a l'octubre d'aquell mateix any va rebre de la Generalitat Valenciana la Distinció al Mèrit Científic «per la seva important labor en l'àmbit de la recerca mèdica i dels seus esforços per aplicar les tecnologies més avançades a la lluita contra el càncer». Des de 2020 és membre del comitè d'experts en intel·ligència artificial de la Conselleria d'Innovació de la Generalitat Valenciana.